# 商业社交
商业社交是一项社会经济领域的商业行为，商业家和企业家通过这种行为来搭建商业关系，发现、创造、或实践商业机会， 分享信息，寻求潜在的企业合作伙伴。
中文又將一個人的社會資本，尤其工具性的社會資本給稱為人脈。雖然一些人強調建立和拓展人脈的重要性，但厭惡建立和拓展人脈的作為的人也不在少數；另外，建立和拓展人脈此種帶有目的性的、工具性的社交行為常給人帶來骯髒、齷齪、不道德的感覺，而主張人脈沒那麼重要的聲音也是存在的。
在二十世纪下半叶，社交的概念得到了扩充，成为了商业家建立他们的社会资本的一种方式。在美国，工作场所平等倡导者中的边缘群体成员（例如妇女、非洲裔美国人等）提倡商业社交以鉴别和应对那些阻止他们实现职场进步的障碍。 主流商业报道中逐渐采用了这一概念，把它看做是所有职场人士走向成功的必经之路。 从二十世纪末开始，“社交”已经成为一个在美国社会得到广泛接受的术语和概念。 在21世纪初，“社交”的概念已经扩展成一种商业行为，从父母们聚在一起分享育儿技巧，到科学们与同事会面，都可以称为从事“社交”。

## 概述
商业网络是一种商业社会网络，商业家通过它与其他管理者和企业家通过搭建互利互惠的商业关系，进一步联系彼此的商业利益。一些著名的商业社交机构创立了商业社交行为的模型。商业家采用这些模型能够在建立新的商业关系的同时产生新的商业机会。职场社交服务是信息技术支持下实现的商业社交。商会和其他商业团体也可能会组织社交活动。
许多商业人士认为与广告推广和公共关系相比，商业社交是一个更具成本效益的拓展新业务的方法，因为商业社交是一项低成本的活动，需要投入的更多的是个人努力而不是公司资金。私人社交在不同国家有不同的说法，在中国叫“关系”，在俄罗斯叫“blat”，在美国叫“good ol' boy network”，在英国叫“old boy network”。
在一个正式商业社交网络中，成员们可能同意以一周一次，一月一次或更低的频率会面，以共享信息、引荐新成员。作为这项商业活动的补充，成员们通常利用私人时间单独见面，建立社交网络中与其他成员之间一对一的商业关系。
商业社交可以开展在地方商业社区，也可能是一场区域级别（通常情况下因为差旅原因不会经常开展），甚至是国家级别或国际级别的活动，其形式为会议或其他论坛。在21世纪初，通过使用互联网和电话会议服务，同一行业或领域的商业家即使来自不同国家或地区也已经能够联结起来。 商业社交网站已于21世纪初诞生。 一些互联网企业找到或建立商业“领袖”，并卖给那些在寻找新客户的大公司。

## 历史
在在线商业社交之前，面对面形式的商业社交已经存在，通过贸易展览会之类的方式实现。 虽然这些方式仍然是一个有效的收入来源，许多公司现在更注重于在线营销，因为后者能够追踪一次营销活动的每一个细节，并能够解释清楚开展一次营销活动所涉及的任何支出。 专业的商业人士会使用“闲聊”（Schmoozing）或“擦肘”（rubbing elbows）这样的术语来指代在商业背景下与另一个人相互介绍并会晤，并建立商业关系。

## 道德操守
社交关系可以为求职者在就业市场提供有力的竞争优势。 精到的求职者与潜在的雇主或招聘委员会培养私人关系，利用私人关系为自己的求职之路打好基础。这种形式的社交已经引起了道德操守方面的担忧。反对意见认为，这样的社交关系有可能扰乱正式的招聘程序。社交关系会导致人们在求职时寻求非精英优势，这种优势完全来自个人喜好，而不是来自求职者是否达到了岗位要求方面的客观认可。

## 社交化业务
许多企业在他们的营销计划把社交网络作为一个关键因素。社交网络会给人一种强烈的信任感，能显著提高公司形象。 供应商和企业可以看作是社交化业务，并倾向于源的业务和它们供应商通过其现有的关系和他们密切合作的公司。 社交化业务往往是开放的、随机的、提供支持的，相比之下，而那些层次化的、传统的管理办法是封闭的、有选择性的和需要控制的。

## 参看
- 职场社交服务
- 私人社交